# Olive (Vorname)
Olive ist ein vor allem im englischen Sprachraum gebräuchlicher weiblicher Vorname. Er ist abgeleitet von der englischen Bezeichnung des Ölbaums oder dessen Frucht, vom lateinisch oliva.

## Namensträgerinnen
- Olive Borden (1906–1947), US-amerikanische Schauspielerin in der Stummfilmzeit
- Olive Carey (1896–1988), US-amerikanische Schauspielerin
- Olive Danzé (1906–1968), französische Benediktinerin, Mystikerin und Stigmatisierte
- Olive Fremstad (1871–1951), schwedisch-US-amerikanische Opernsängerin (Sopran, Mezzosopran)
- Olive Hazlett (1890–1974), US-amerikanische Mathematikerin
- Olive Loughnane (* 1976), irische Leichtathletin (Geherin)
- Olive Moorefield (* 1932), US-amerikanische Sängerin und Schauspielerin
- Olive Morris (1952–1979), Aktivistin der Schwarzen Frauenbewegung und der Hausbesetzerszene in Großbritannien
- Olive Nicol, Baroness Nicol (1923–2018), britische Politikerin der Labour- und der Co-operative Party
- Olive Higgins Prouty (1882–1974), US-amerikanische Schriftstellerin
- Olive A. Ringsrud (1892–1971), US-amerikanische Lehrerin und Politikerin (Republikanische Partei)
- Olive Rush (1873–1966), US-amerikanische Malerin und Illustratorin
- Olive Schreiner (1855–1920), südafrikanische Schriftstellerin
- Olive Thomas (1894–1920), US-amerikanische Schauspielerin der Stummfilmzeit
- Olive Wharry (1886–1947), englische Malerin und Suffragette